# Fight Fire with Fire (canción de Metallica)
«Fight Fire with Fire» es la primera canción del disco Ride the Lightning de la banda estadounidense Metallica. La canción habla sobre la llegada del Armagedón y el fin del mundo por medio de un holocausto nuclear. Es una de las canciones más rápidas de la banda y se caracteriza por tener una introducción lenta y armónica que no es tocada durante las presentaciones en vivo, seguidos de una serie de riffs brutales, similar a «Battery» y «Blackened», canciones que pertenecen a los discos Master of Puppets y …And Justice for All, respectivamente. El final de la canción contiene el sonido de un misil despegando dando a recordar el mensaje de la canción.

## Créditos
- James Hetfield: Voz y guitarra rítmica.
- Kirk Hammett: Guitarra líder.
- Cliff Burton: Bajo eléctrico, coros y guitarra acústica.
- Lars Ulrich: Batería y percusión.